# National Council of Women in India
National Council of Women in India (NCWI), var en organisation för kvinnors rättigheter i Indien, grundad 1925.  
Det var Indiens andra nationella kvinnoförening efter Women's Indian Association, och dess första representant i International Council of Women (ICW) innan det ersattes av All India Women's Conference. Den verkade för reformer i kvinnors rättigheter på alla områden, bland dem purdah och rösträtt.

## Grundande och verksamhet
NCWI grundades under ledning av  Lady Aberdeen från International Council of Women och lady Meherbai Tata, gift med Sir Dorab Tata, ordförande för Executive Committee of the Bombay Council. Mehribai Tata hade besökt Europa 1904 och inspirerats av den europeiska kvinnorörelsen, och identifierat purdah, kastsystemet och bristen på bildning som orsaker till att Indiens kvinnor svårigheter att engagera sig offentligt, och uppmanade istället män att införa reformer för kvinnlig frigörelse. 
NCWI bildades genom sammansmältningen av flera lokala föreningar, bland dem Bombay Presidency Women's Council (BPWC), Calcutta Women's Leauge of Service och Delhis, Bihars och Orissas lokala Women's Council.  
NCWI grundades från början som Indiens avdelning inom International Council of Women. Dess syfte var att ena Indiens kvinnor; att avlägsna alla informella och formella lagliga hinder för kvinnor att uppnå sociala, moraliska och utbildningsmässiga framgångar; att organisera lokalföreningar; och att samarbeta med den internationell kvinnoföreningen. 
NCWI utgav sin egen tidning, NCWI Bulletin.

## Medlemmar
NCWI beskyddades av Sultan Jahan Begum, Lady Dorab Tata och Maharani Maharani Chimnabai Saheb av Baroda. Dess ordförande var Maharani Chimnabai 1925-1937 och Sethu Parvathi Bayi 1938-1944. Bland dess medlemmar nämns Indiens första kvinnliga advokat Cornelia Sorabji och Sucharu Devi. Föreningen formade kommittéer för bland annat konst, arbete, juridik och media. Officiellt var välgörenhet prioriterat, men i praktiken fann dess överklassmedlemmar det svårt att exempelvis besöka slummen eftersom detta ansågs opassande för en indisk överklasskvinna. Den mest intensiva aktiviteten var den juridiska kommittén som sköttes av Indiens första kvinnliga jurist Mithan J. Lam, och föreningen var mycket aktiv inom så kallad petitionspolitiken. 
Dess medlemmar tillhörde företrädesvis den brittisk-lojala indiska överklassen och liksom sina manliga motsvarigheter deltog de i brittiska sällskapsklubbar och var offentligt verksamma på sätt som motsvarade den brittiska uppfattningen om vad som var passande och civiliserat enligt brittiska premisser. Indiska överklasskvinnor hade vid denna tid precis nyligen lämnat den traditionella könssegregeringen, purdah, och de modellerade sitt nya offentliga liv efter det liv som levdes av brittiska överklasskvinnor i England, som var samhällsengagerade i främst välgörenhet. 

## Eftermäle
NCWI fick rykte om sig att vara elitistisk och fick begränsad framgång som nationell förening. Anledningen har utpekats som två. Den första var att NCWI tog ut höga avgifter av sina medlemmar som uteslöt andra än kvinnor från familjer med tid och pengar. Den andra var att NCWI var lojal mot britterna, höll sig utanför självständighetskampen och därmed politiskt stödde status quo. Dess medlemsantal blev därför kraftigt begränsat till en liten elit ur överklassen utan kontakt med den indiska allmänheten, och den misslyckades därför med att bli en nationell massrörelse. Det blev istället All India Women's Conference som lyckades med NCWI:s mål att bilda en nationell indisk kvinnorörelse.

## Resultat
Trots att föreningen bestod av en liten minoritet överklasskvinnor lyckades NCWI genom de kontakter de hade till den manliga eliten inom den brittiska och brittisk-lojala kolonialmyndigheten ändå uppnå framgångar. 
NCWI hade genom sina lokalföreningar representanter i lokala skolråd och lokala myndigheter för skolor, bibliotek, skyddshem och liknande offentliga verksamheter och uppnådde ojämna framsteg lokalt i de frågor som lyftes av individuella medlemmar. Bland dessa framgångar fanns förbättrade arbetsförhållanden för kvinnor lokalt, mödravård, försänkningen om särskilda utrymmen för kvinnor inom fängelser och andra offentliga verksamheter; NCWI också ansvarig för Prostitution Act i Bombay och Sarada Act. 
Föreningen stödde införandet av rösträtt för kvinnor inom brittisk ram, men inte parlamentsplatser reserverade för kvinnor, och britterna införde rösträtt för kvinnor 1935. NCWI stödde Child Marriage Restraint Act 1929 som höjde giftermålsåldern till 14.